# 本河薬品
本河薬品株式会社（もとかわやくひん）は、医薬品・衛生材料の卸売を中心とする日本の企業であった。現在はメディセオ・パルタックホールディンググループの一社「クラヤ三星堂」である。医薬品の卸売手。地盤の京都府。

## 概要
- 本社は京都府舞鶴市字浜758

## 沿革
- 昭和25年5月設立
- 平成2年10月三星堂に吸収合併（医薬品卸売り部門の営業権譲渡）

## 営業所
- 京都府
  - 舞鶴支店 - 京都府舞鶴市
    - 宮津営業所 - 京都府宮津市
    - 福知山営業所 - 京都府福知山市
    - 峰山営業所 - 中郡峰山町（現在の京丹後市）

  - 京都支店 - 京都府京都市
- 滋賀県
  - 大津支店 - 滋賀県大津市
  - 長浜支店 - 滋賀県長浜市
- 福井県
  - 小浜支店 - 福井県小浜市
  - 敦賀支店 - 福井県敦賀市

## 主な取引メーカー
- 武田薬品工業
- 藤沢薬品
- 山之内製薬
- 第一製薬
- 萬有製薬
- 住友製薬
- 日本新薬
- 富山化学
- 鳥居薬品
- 協和発酵